# Atelopus pachydermus
Atelopus pachydermus é uma espécie de sapo da família Bufonidae. Ele é endêmico no Equador e possivelmente na Colômbia. Seu habitat natural são as pradarias e matagais em elevadas altitudes, em áreas tropicais e subtropicais, e rios. Está ameaçado pela perda do seu habitat.